# Carl Gustaf Reimers
Carl Gustaf Reimers, född omkring 1700, död i mars 1754 i Uppsala, var en svensk underkonduktör, ritmästare och konterfejare.
Han var son till guldslagaren Christoffer Reimers och Hedvig von Kemphen och gift med Magdalena Ekman. Reimers omnämns som konterfejare 1742 blev 1747 underkonduktör vid fortifikationens Stockholmsbrigad och utnämndes 1749 till ritmästare vid Uppsala universitet. En av hans arbetsuppgifter var att hjälpa Carl Hårleman att uppföra universitetsbyggnadens rumsindelning. Han biträdde Linné med skisser och teckningar men hans stil på teckningarna gjorde Linné mycket modfälld. 1752 kopierade han i olja en bild av Erik Jansson Wasas avhuggna huvud som före Orkesta kyrkas reparation 1752 fanns i form av en kalkmålning i absiden. 